# Bill Shorten

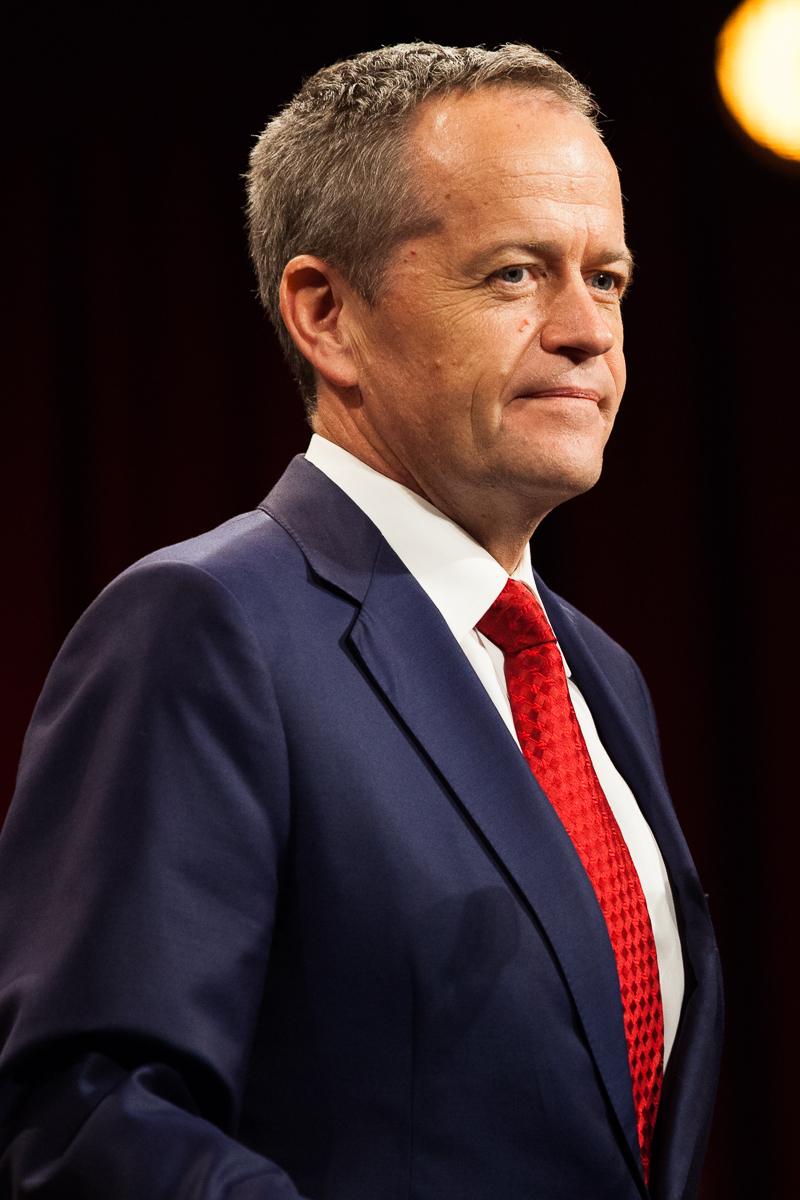
Bill Shorten (2016)

William Richard „Bill“ Shorten (* 12. Mai 1967 in Melbourne) ist ein australischer Politiker. Er war von Oktober 2013 bis Mai 2019 Vorsitzender der Labor-Partei sowie Oppositionsführer. Zuvor hatte er mehrere Ämter als Mitglied der Australischen Regierung inne. In der Regierung Albanese I war er Minister für Regierungsangelegenheiten sowie Minister für das Nationale Invaliditätsversicherungssystem.

## Politik
Bei der Parlamentswahl in Australien 2007 wurde Shorten erstmals für den Wahlkreis Maribyrnong in das Repräsentantenhaus gewählt. Er folgte damit seinem Parteifreund Bob Sercombe, welcher nicht mehr kandidiert hatte, als Abgeordneter. Im Kabinett Rudd I war seit 2007 er Staatssekretär für Behinderte und Jugendarbeit. Im Februar 2009 übernahm er zusätzlich den Arbeitsbereich Wiederaufbau der Zerstörungen durch Buschfeuer in Victoria.
Im Vorfeld der Parlamentswahl 2010 galt er als Wegbereiter für die Ablöse von Kevin Rudd als Labor-Parteichef und Premierminister durch die damalige Bildungsministerin Julia Gillard. Unter ihrer Führung konnte die Labor bei nach Wahl durch die Unterstützung einiger Unabhängiger und eines Grünen als Minderheitsregierung weiter amtieren. Shorten selbst wurde in Gillards Regierung Minister für Finanzierungsdienstleistungen und Pensionen. Im Rahmen einer Kabinettsumbildung im Dezember 2011 übernahm er zusätzlich das Arbeitsministerium.
Bei der innerparteilichen Abstimmung über den Parteivorsitz am 26. Juni 2013 kündigte Shorten an, dass er im Falle einer Wahl Rudds als Minister zurücktreten wolle. Nachdem Rudd die Kampfabstimmung gegen Gillard tatsächlich gewonnen hatte, schied er entgegen seiner Ankündigung nicht aus der Regierung aus. Stattdessen führte er bis zur Wahl 2013 sowohl das Bildungs- als auch das Arbeitsministerium. Nachdem die Labor-Partei die Wahl gegen die nationalkonservative Koalition um Tony Abbott verloren hatte, schied er aus der Regierung aus. Shorten selbst gewann seinen Wahlkreis wieder mit 47,9 Prozent der Stimmen. Sein Nachfolger als Bildungsminister wurde Christopher Pyne; als Arbeitsminister folgte ihm Eric Abetz.
Nach Kevin Rudds Rücktritt als Parteivorsitzender der Labor wurde er am 13. Oktober 2013 zum neuen Parteichef gewählt. Er setzte sich dabei mit 52,02 Prozent gegen Anthony Albanese durch und übernahm auch den Vorsitz der Labor-Fraktion im Repräsentantenhaus, sodass er seitdem auch Oppositionsführer ist. Zu Shortens Stellvertreterin wurde Tanya Plibersek gewählt. Nach zwei in Folge verlorenen Wahlen 2016 und 2019 erklärte er seinen Rücktritt vom Parteivorsitz, in dem ihm sein Gegenkandidat von 2013 Anthony Albanese nachfolgte. Albanese ernannte Shorten daraufhin zum Schattenminister für den öffentlichen Dienst und das Berufsunfähigkeitsversicherungssystem.

## Privates
Shorten ist seit 2009 in zweiter Ehe mit Chloe Bryce verheiratet, mit der er eine 2009 geborene Tochter hat. Zuvor war er von 2004 bis 2008 mit Debbie Beale verheiratet, der Tochter des ehemaligen LNP-Abgeordneten Julian Beale.
Shorten ist katholischen Glaubens.